# West Des Moines (Iowa)
West Des Moines es una ciudad ubicada en el condado de Polk en el estado estadounidense de Iowa. En el Censo de 2010 tenía una población de 56609 habitantes y una densidad poblacional de 553,62 personas por km².

## Geografía
West Des Moines se encuentra ubicada en las coordenadas 41°33′12″N 93°45′35″O / 41.55333, -93.75972. Según la Oficina del Censo de los Estados Unidos, West Des Moines tiene una superficie total de 102.25 km², de la cual 99.94 km² corresponden a tierra firme y (2.26%) 2.31 km² es agua.

## Demografía
Según el censo de 2010, había 56609 personas residiendo en West Des Moines. La densidad de población era de 553,62 hab./km². De los 56609 habitantes, West Des Moines estaba compuesto por el 88.36% blancos, el 3.31% eran afroamericanos, el 0.16% eran amerindios, el 4.79% eran asiáticos, el 0.04% eran isleños del Pacífico, el 1.47% eran de otras razas y el 1.89% pertenecían a dos o más razas. Del total de la población el 5.18% eran hispanos o latinos de cualquier raza.